# Adhara
Adhara eller Epsilon Canis Majoris ( ε Canis Majoris, förkortat Epsilon CMa,  ε CMa) som är stjärnans Bayerbeteckning, är en dubbelstjärna belägen i den södra delen av stjärnbilden Stora hunden. Den har en skenbar magnitud på 1,50, är klart synlig för blotta ögat och är den näst ljusaste stjärnan i stjärnbilden. Baserat på parallaxmätning inom Hipparcosuppdraget på ca 7,8 mas, beräknas den befinna sig på ett avstånd av ca 430 ljusår (ca 132 parsek) från solen. För ca 4,7 miljoner år sedan var det den ljusaste stjärnan på himlen, med en skenbar magnitud på -3,99. Ingen annan stjärna har uppnått eller kommer att uppnå denna ljusstyrka eftersom ingen annan stjärna uppnår denna ljusstyrka under de minst fem miljoner kommande åren.

## Nomenklatur
Epsilon Canis Majoris har det traditionella namnet Adhara (ibland stavat Adara), som kommer från det arabiska ordet عذارى 'atāra', jungfrur . 
År 2016 organiserade Internationella astronomiska unionen en arbetsgrupp för stjärnnamn (WGSN) med uppgift att katalogisera och standardisera riktiga namn för stjärnor. WGSN fastställde namnet Adhara för denna stjärna den 21 augusti 2016 vilket nu är inskrivet i IAU:s Catalog of Star Names.
I stjärnkatalogen från 1700-talet i kalendern Al Achsasi al Mouakket, kallades stjärna Aoul al Adzari ( أول العذاري - al-al-adhara ), som översattes till latin som Prima Virginum, vilket betyder första jungfrun. Adhara var tillsammans med Delta Canis Majoris (Wezen), Eta Canis Majoris (Aludra) och Omicron² Canis Majoris (Thanih al Adzari) Al'Adhārā ( العذاري), Jungfrur.

## Egenskaper
Adhara är en blåvit jättestjärna av spektralklass F8 Ia. Den är den starkaste kända extrema källan till ultraviolett strålning på natthimlen. Det är också den starkaste källan till fotoner som kan jonisera väteatomer i interstellär gas nära solen och är mycket viktig för bestämning av joniseringstillståndet för det lokala interstellära molnet. Den har en massa som är ca 13  gånger större än solens massa, en radie som är ca 14 gånger större än solens och utsänder från dess fotosfär ca 37 800 gånger mera energi än solen vid en effektiv temperatur på ca 22 900 K. 
En följeslagare till primärstjärnan med skenbar magnitud på +7,5 (absoluta magnituden är +1,9) ligger separerad med 7,5 bågsekunder vid en positionsvinkel på 161°. Trots det relativt stora vinkelavståndet kan komponenterna endast upplösas i stora teleskop, eftersom primärstjärnan är ca 250 gånger ljusare än sin följeslagare.